# 2023年紅場閱兵

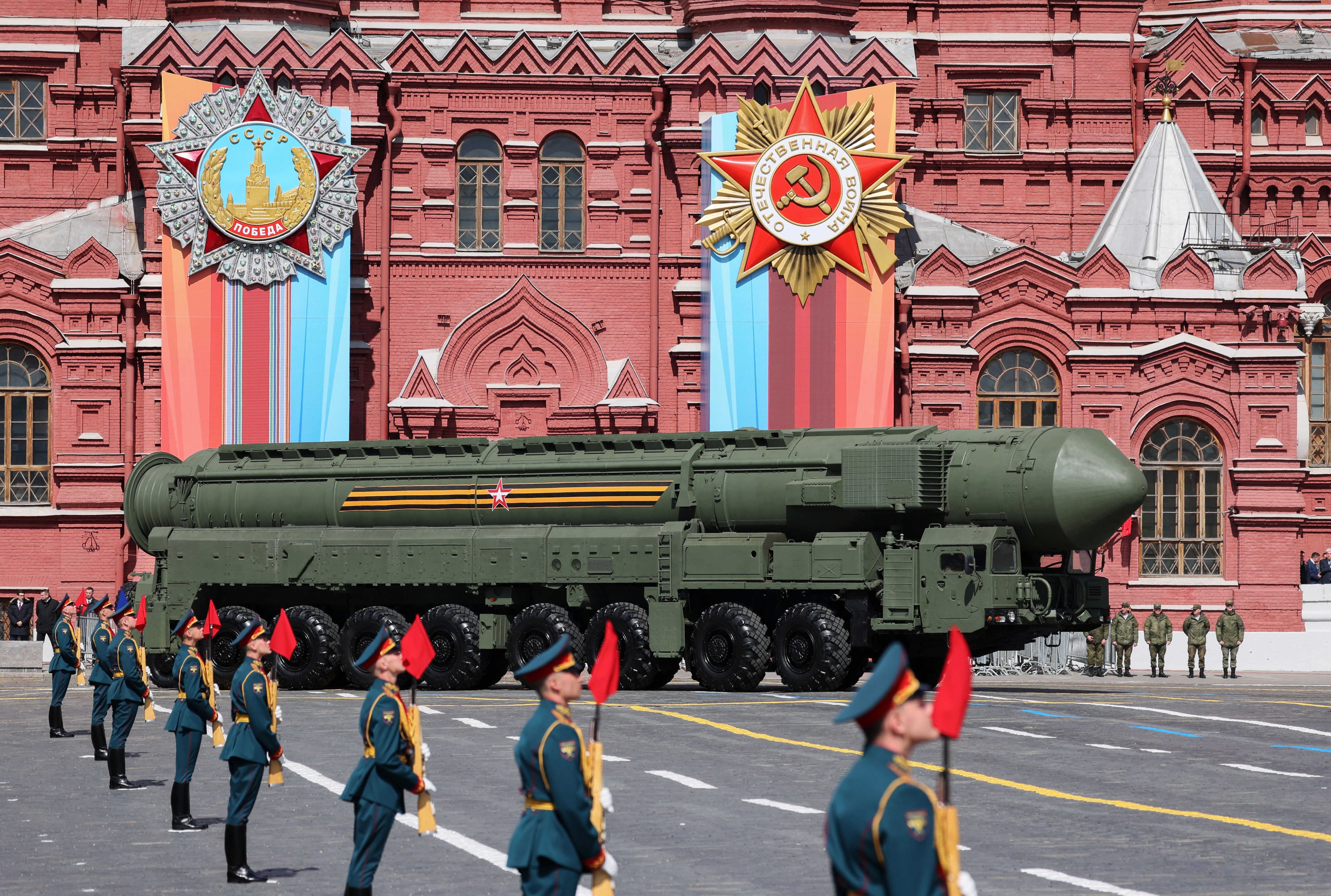
RS-24洲際彈道導彈在2023年莫斯科勝利日閱兵上展出。

2023年紅場閱兵，於2023年5月9日在俄羅斯莫斯科的紅場舉行，以紀念勝利日，慶祝納粹德國的戰敗和第二次世界大戰東線的結束。由於俄羅斯正在進行對烏克蘭的入侵，此次活動規模有所縮減。

## 背景
2023年5月3日晚，兩架無人機襲擊克里姆林宮。俄羅斯當局將此次襲擊歸咎於烏克蘭，烏克蘭當局予以否認。據記者稱，這次襲擊影響了俄羅斯當局舉行勝利閱兵的計劃，導致其規模縮小。2023年5月4日，俄羅斯向基輔發射超音速匕首導彈，卻被烏克蘭以愛國者導彈三型擊落，是為烏克蘭首次成功攔截俄羅斯的高超音速導彈。
2023年5月9日晚，俄羅斯再次對烏克蘭發動大規模導彈襲擊，襲擊基輔、第聶伯羅和切爾卡瑟地區。對於基輔來說，這次襲擊是自2023年5月開始以來對該市的第五次空襲。

## 閱兵

### 弗拉基米爾·普京的講話

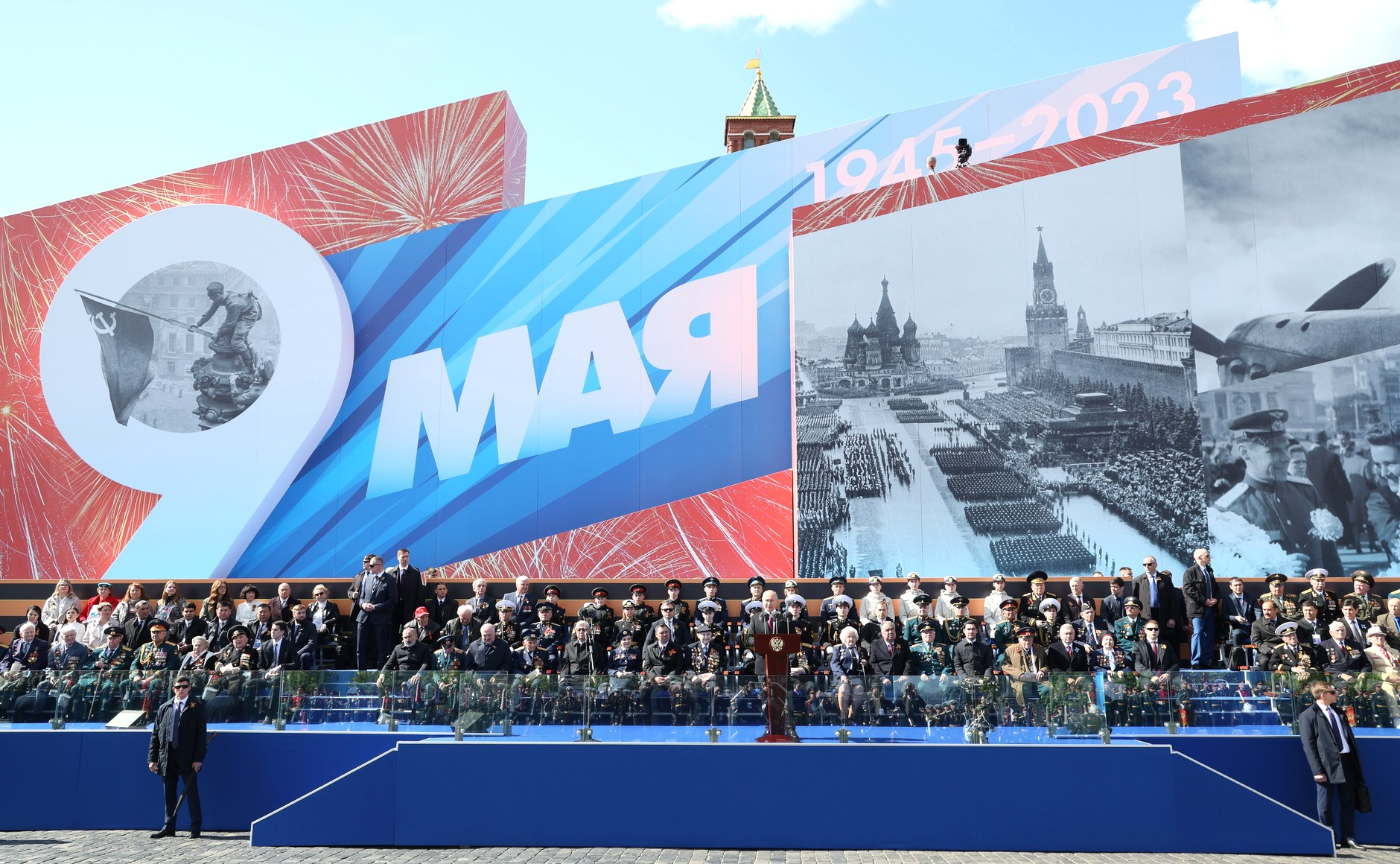
弗拉基米爾·普京的演講現場

在閱兵之前，俄羅斯總統弗拉基米爾·普京發表了一場演說。他宣稱俄羅斯正在面臨一場由全球主義精英發動的真正戰爭，並將這些精英與納粹相提並論。根據普京的說法，他們的目標是瓦解和摧毀俄羅斯。普京表示，俄羅斯將能夠確保自己的安全並保護頓巴斯。考慮到這一點，《自由歐洲電台》指出，普京談及烏克蘭次數比起談及二戰更多。

### 規模
相比之前的閱兵，2023年的閱兵規模大幅縮小。約有51輛車輛參加閱兵，包括步兵機動車和Remdiesel Z-STS Akhmat防地雷反伏擊車，後者僅由車臣部隊使用。

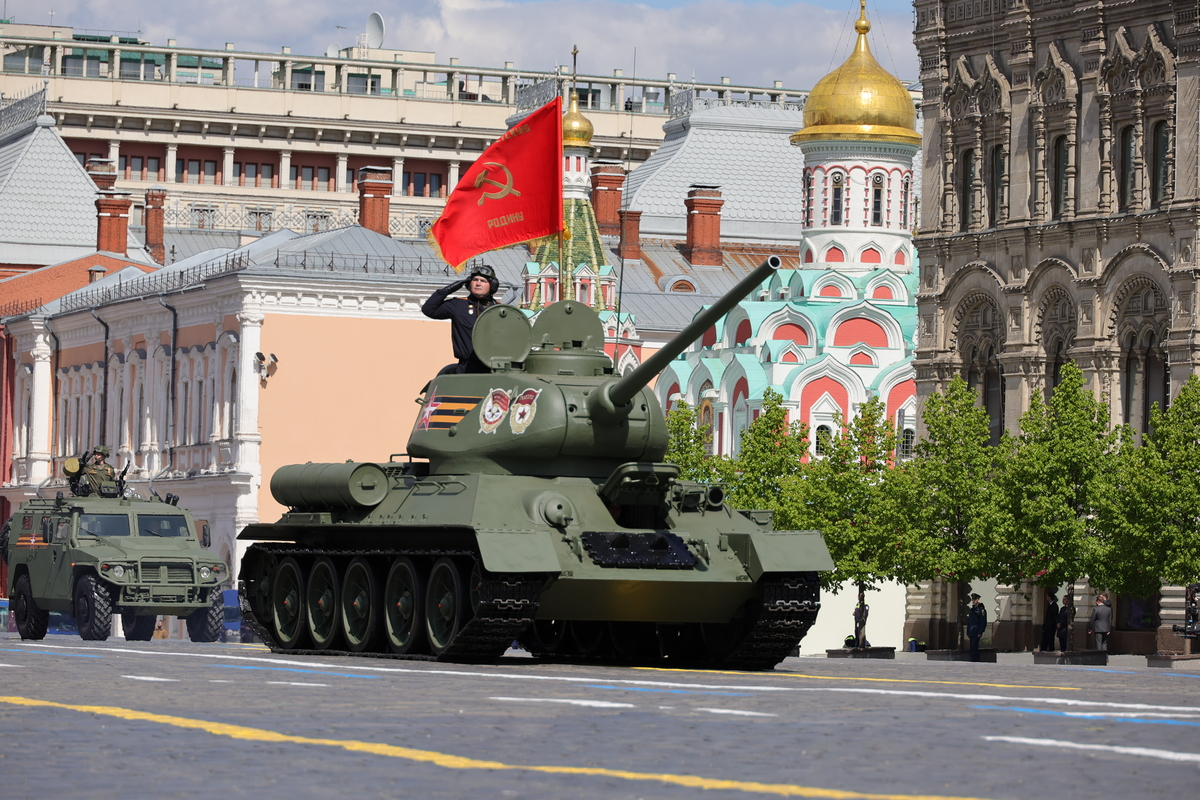
T-34-85是2023年紅場閱兵上展出的唯一一輛坦克。

在2023年的紅場閱兵上，只展出了一輛二戰時期的老式T-34-85坦克。和去年一樣，本次活動也沒有飛行方隊參加。參加本次閱兵的車輛僅有51輛，僅為2021年的大約25%，而2021年紅場閱兵的車輛數量為197輛。由於沒有飛行方隊參加，閱兵僅持續了45分鐘，而往常的持續時間是一個半小時。此次閱兵僅有8000名士兵參加，而2021年有11000名士兵參加。閱兵上唯一展出的履帶車輛是老式T-34-85坦克，其餘的車輛都是輪式輕型戰鬥車輛，如VPK-3927沃爾克、GAZ猛虎車和迴旋鏢裝甲運兵車。另外，和之前的閱兵不同，本次閱兵上沒有看到短程防空系統。最後，蘇德戰爭的老兵及其家屬，即「不朽軍團」成員，被禁止參加閱兵。
和前幾年一樣，此次閱兵上也包括了導彈發射車。展出了洲際彈道導彈，其中包括三枚RS-24洲際彈道導彈。
閱兵結束後，普京與其他國家元首一起向無名烈士墓敬獻花圈。

## 嘉賓

### 外國領袖
出席者包括：

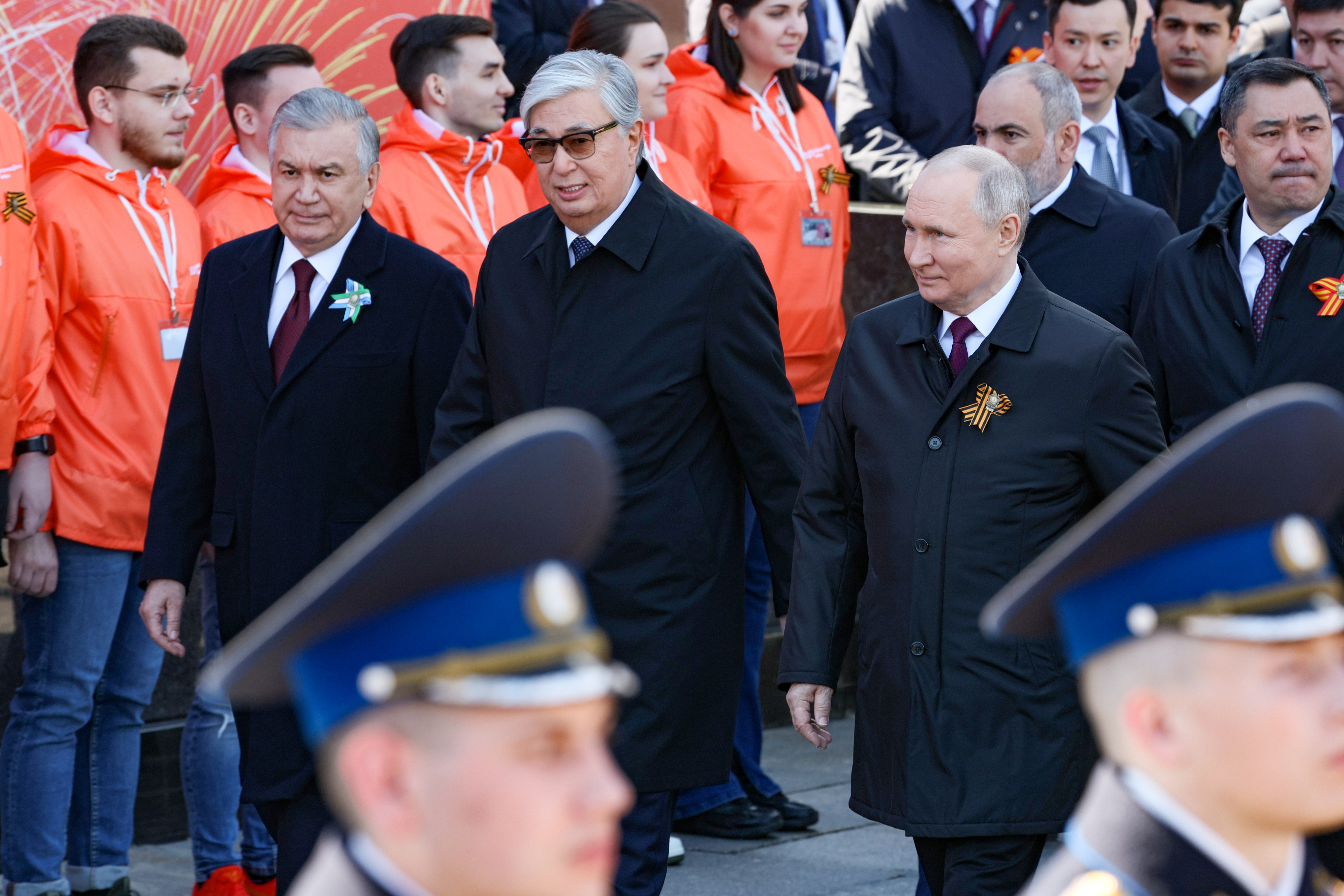
出席閱兵的外國領袖

- 白俄羅斯總統亞歷山大·盧卡申科[註 1]
- 哈薩克總統卡西姆若馬爾特·託卡耶夫
- 吉爾吉斯總統薩德爾·扎帕羅夫
- 塔吉克總統埃莫馬利·拉赫蒙
- 土庫曼總統謝爾達爾·別爾德穆哈梅多夫
- 烏茲別克總統沙夫卡特·米爾濟約耶夫
- 亞美尼亞總理尼科爾·帕希尼揚

### 老兵
弗拉基米爾·普京本人身邊坐有兩名老兵，右邊是克格勃老兵尤里·德沃伊金（Юрия Двойкина），負責鎮壓反蘇聯的烏克蘭反抗軍；左邊是蘇聯英雄根納季·扎伊采夫（Генна́дий За́йцев），1968年負責鎮壓捷克斯洛伐克的布拉格之春。他們未曾參加過第二次世界大戰。